# Moncel-et-Happoncourt
Moncel-et-Happoncourt est une ancienne commune française des Vosges. La commune a existé de la fin du XVIIIe siècle jusqu'en 1965.

## Histoire
Entre 1790 et 1794, la commune est créée à partir des localités de Moncel et de Happoncourt. En 1965, la commune fusionne avec celle de Gouécourt pour former la nouvelle commune de Moncel-sur-Vair.